# Popowi liwadi (miejscowość)
Polowi liwadi (bułg. Попови ливади) – wieś i kurort w Bułgarii, w obwodzie Błagojewgrad, w gminie Goce Dełczew.

## Historia
Pierwszymi osadnikami na terenie Polowi liwadi byli pasterze wołoscy, którzy w XIX wieku stworzyli niewielką osadę. Według statystyk Wasiła Kynczowa w końcowych latach XIX wieku we wsi żyło 294 Wołosów Na początku XX wieku swoją działalność rozwinął tu jeden z liderów WMORO (Wewnętrzna Macedońsko-Adrianopolska Organizacja Rewolucyjna) – Jane Sandanski. W 2003 roku uroczyście odsłonięto pomnik Goce Dełczewa w związku z 100. rocznicą powstania Ilindeńskiego.
W lipcu 2014 roku, ze względu na zbudowaną infrastrukturę społeczną i stałą populację na tym terenie, Rada Miejska Goce Dełczewa podjęła decyzję o zmianie administracyjno-terytorialnej poprzez utworzenie wsi. 27 maja 2015 r. Rada Ministrów podjęła decyzję o utworzeniu nowej miejscowości. Decyzja weszła w życie 12 czerwca 2015 r.

## Turystyka
Obszar Popowi liwadi jest punktem wyjścia do wspinaczki na szczyt Orelak (2 godziny), na szczyt Swesztnik (2 godziny i 30 minut), a także na kilka szlaków turystycznych do schroniska Malina (5 godzin i 30 minut), schroniska Pirin (7 godzin), chaty Sławjanka (5 godz.) i przełęczy Parił. W miejscowości znajduje się schronisko turystyczne o tej samej nazwie. Istnieje również obóz studencki, który jest otwarty przez cały rok. W 1967 roku obszar został ogłoszony klimatycznym kurortem górskim.